# Мастанабал
Маста́набал (II век до н. э.) — царь Нумидии, правивший в 140-х годах до н. э., сын Массиниссы.
О Мастанабале известно немногое. Согласно Аппиану, он был младшим из трёх законных сыновей Массиниссы, согласно Диону Кассию — средним. В отличие от братьев, Мастанабал получил греческое образование. После смерти Массиниссы в 149 году до н. э. римляне разделили власть в Нумидии между тремя наследниками, и Мастанабал, по словам Аппиана, «отличавшийся справедливостью», получил в своё ведение судебные дела. Дата его смерти неизвестна: в источниках сообщает только о том, что царь умер от болезни. Предположительно это произошло спустя несколько лет после прихода Мастанабала к власти.
У Мастанабала было двое внебрачных сыновей — Югурта и Гауда. Первый из них после смерти отца был усыновлен его братом Миципсой.